# المشيرفة (أبو الظهور)
المشيرفة قرية سورية تتبع ناحية أبو الظهور في منطقة مركز إدلب في محافظة إدلب. بلغ عدد سكانها 287 نسمة في عام 2004 حسب إحصاء المكتب المركزي للإحصاء.